# Pritam Singh
Pritam Singh (Singapur, 2 de agosto de 1976) es un autor, abogado y político singapurense que se ha desempeñado como Secretario General del Partido de los Trabajadores (WP) y Líder de la Oposición de Singapur desde abril de 2018. Singh ha sido miembro del Parlamento como representante del distrito Eunos de la Circunscripción de Representación Grupal de Aljunied desde mayo de 2011.
Singh se graduó de la Universidad Nacional de Singapur, donde completó una licenciatura en historia en 2000. En 1999, ganó el Premio Straits Steamship por ser el mejor estudiante universitario de historia y ciencias políticas. Más tarde fue galardonado con una beca Chevening para estudios de posgrado en el King's College de Londres, donde completó una maestría en estudios de guerra en 2004. Se unió al Partido de los Trabajadores en 2011 y trabajó como funcionario del partido y oficial de investigación antes de ser elegido miembro del Parlamento. Ese mismo año, Singh completó un doctorado en derecho en la Universidad de Administración de Singapur y calificó para la barra de abogados. En 2013, Singh se unió a la Práctica de resolución de litigios y disputas en Donaldson & Burkinshaw, el bufete de abogados más antiguo de Singapur.
Junto con los demás integrantes de la lista del Partido de los Trabajadores, Singh protagonizó el histórico resultado del WP en las elecciones generales de 2011 al resultar electo diputado por la circunscripción grupal de cinco escaños de Aljunied, la primera victoria de otro partido fuera del gobernante Partido de Acción Popular (PAP) en una circunscripción de este tipo desde el establecimiento de las mismas a finales de los años 1980. El WP retuvo con éxito la circunscripción en las elecciones de 2015 y Singh fue reelegido. Durante una renovación del partido, Singh fue elegido como Secretario General y Líder del Partido de los Trabajadores en abril de 2018, sucediendo a Low Thia Khiang.
En las elecciones generales de 2020, Singh encabezó el partido al momento de realizar este su mejor desempeño electoral histórico, con un 50,49% de los votos con respecto a circunscripciones disputadas y obteniendo 10 escaños en el Parlamento, el mejor resultado para un partido opositor desde la independencia del país asiático. Después de las elecciones, el primer ministro Lee Hsien Loong anunció los planes del gobierno para institucionalizar el cargo del líder de la Oposición, hasta entonces ceremonial y extraoficial, convirtiendo a Singh en el primer líder opositor parlamentario en gozar de reconocimiento oficial.